# Säg mig hur mitt hjärta blir rent
Säg mig hur mitt hjärta blir rent eller Säg mig, huru jag skall bli ren är en sång med text av Samuel H Hodges (verserna) och Eden Reeder Latta (kören), musiken är komponerad av Henry Southwick Perkins. Kören lyder Vitare än snö.

## Publicerad i
- Nya Stridssånger 1889 som nr 13 (med inledningen: Säg mig, huru jag skall bli ren).
- Musik till Frälsningsarméns sångbok 1907 som nr 256 (med inledningen: Säg mig, huru jag skall bli ren).
- Frälsningsarméns sångbok 1929 som nr 178 under rubriken "Helgelse - Bön om helgelse och Andens kraft" (med inledningen:Säg mig huru jag skall bli ren).
- Frälsningsarméns sångbok 1968 som nr 219 under rubriken "Helgelse" (med inledningen: Säg mig huru jag skall bli ren).
- Frälsningsarméns sångbok 1990 som nr 444 under rubriken "Helgelse" (med inledningen: Säg mig hur mitt hjärta blir rent).